# Дупелево
Дупелево (на сръбски: Дупељево или Dupeljevo) е село в Югоизточна Сърбия, Пчински окръг, Град Враня, община Враня.

## География
Селото се намира в областта на Ветернишката клисура. Отстои на 33,4 км северно от окръжния и общински център Враня, на североизток от лесковашкото село Равни Дел, на югозапад от село Мийовце, на северозапад от село Остра Глава и на югоизток от село Оруглица.

## Население
Според преброяването на населението от 2011 г. селото има 26 жители.

### Етнически състав
Данните за етническия състав на населението са от преброяването през 2002 г.
- сърби – 55 жители (100%)